# Polymorfism (biologi)

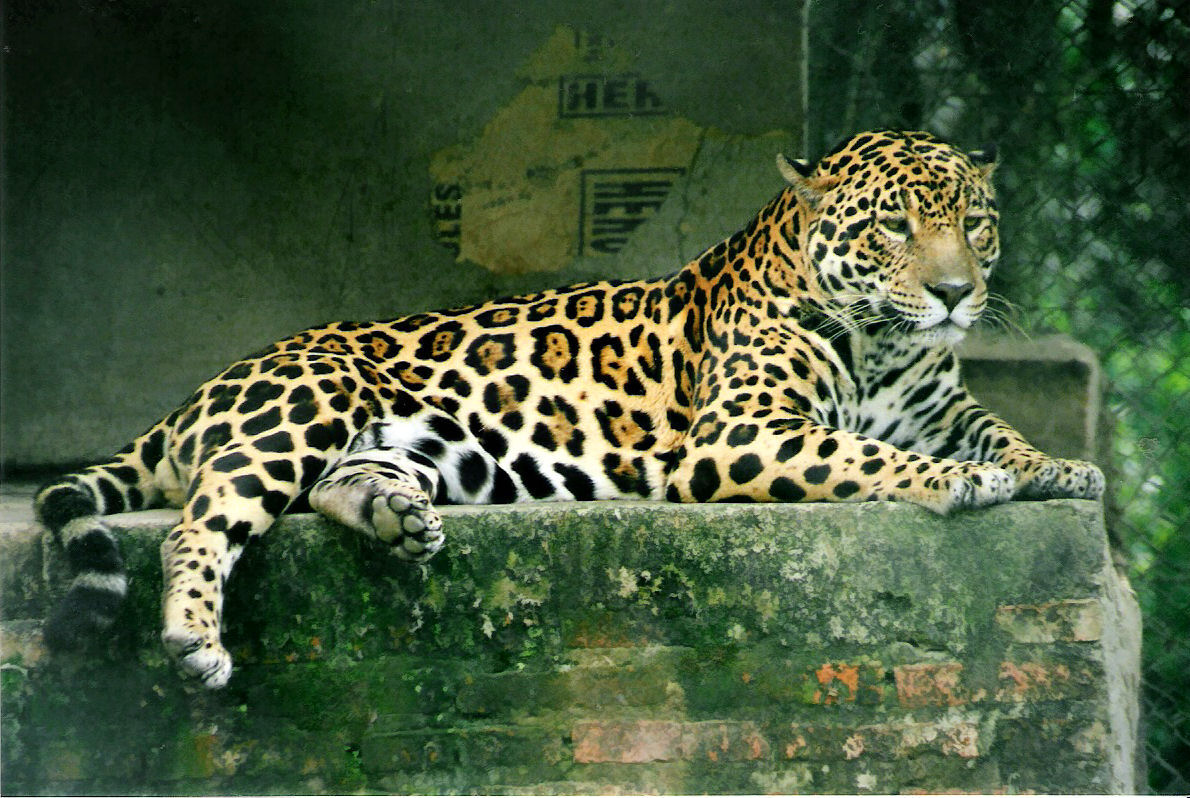
Fläckig jaguar.

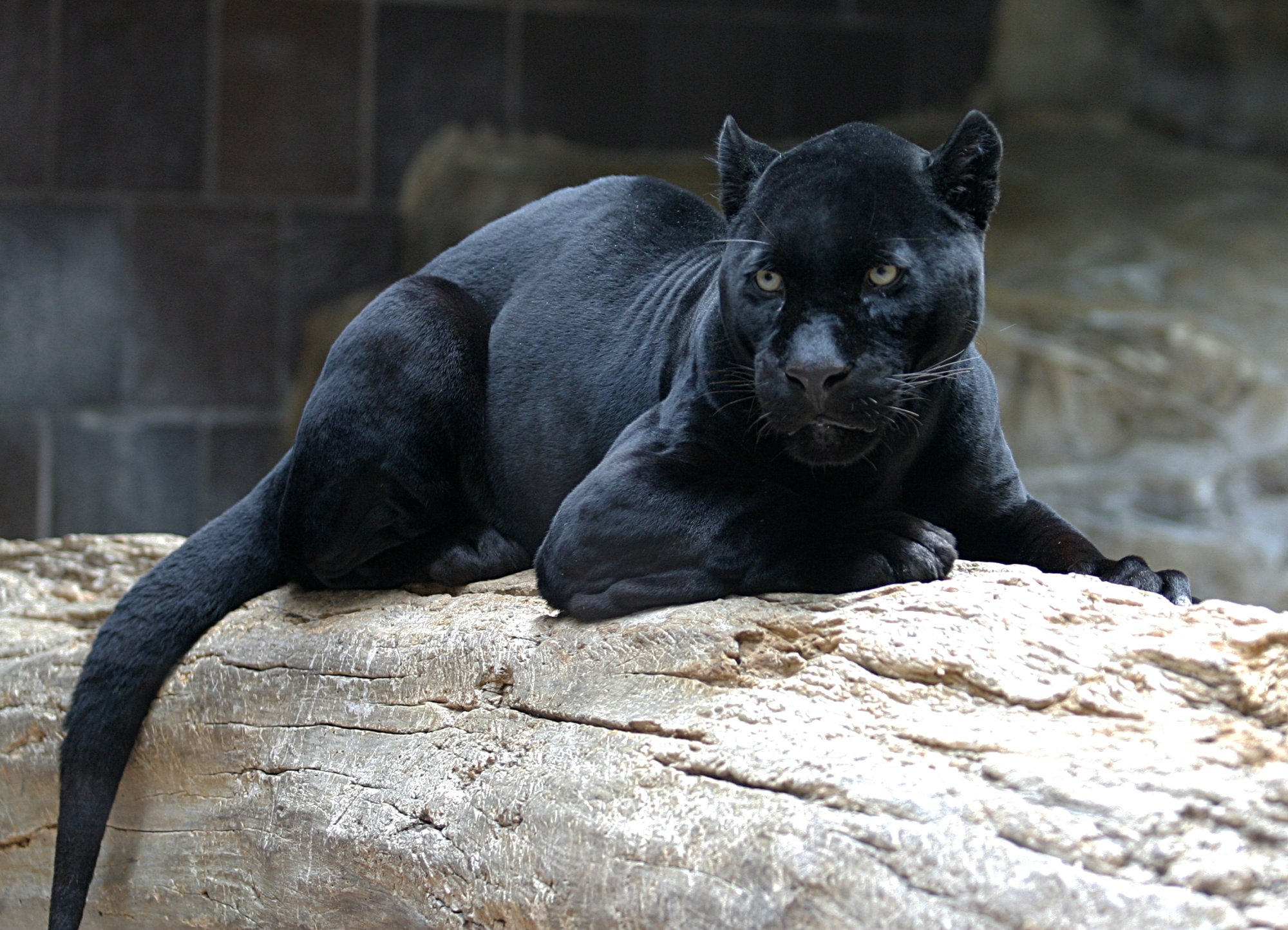
Svart jaguar.

Polymorfism inom biologi innebär att det inom samma population av en art finns två eller flera distinkta varianter, morfer.  Dessa varianter kan vara synligt olika, som till exempel de svarta och fläckiga jaguarerna på bilderna här bredvid, men behöver inte vara det.  "Osynlig" genetisk polymorfism är oerhört vanlig — våra blodgrupper är ett exempel.
Skillnader mellan individer finns alltid, men skillnaderna kallas polymorfism bara om de är genetiskt betingade, och uppträder i diskreta varianter.  Kontinuerlig variation, som till exempel kroppslängd hos människor, räknas inte som polymorfism.  Olika geografiska former som lever åtskilda räknas inte heller som polymorfism, utan de olika varianterna ska alla förekomma i samma population. Enstaka avvikande individer gör inte heller en art polymorf — minoritetsvarianten bör vara åtminstone 1 % av populationen för att det ska räknas som polymorfism.
Det mest polymorfa genkluster man känner till hos människan är det som kodar för MHC-molekylen.